# Nội các Suga
Nội các Suga được thành lập vào ngày 16 tháng 9 năm 2020 của Thủ tướng Suga Yoshihide và bãi bỏ vào ngày 4 tháng 10 năm 2021. Chính phủ là một liên minh giữa Đảng Dân chủ Tự do và Đảng Công Minh và kiểm soát cả Tham nghị viện và Chúng nghị viện của Quốc hội Nhật Bản.

## Danh sách thành viên nội các
| Văn phòng | Đương nhiệm                                       | Chân dung | Vị trí                                         | Nhiệm kỳ                    |
| --- | ------------------------------------------------- | --------- | ---------------------------------------------- | --------------------------- |
| Thủ tướng | Suga Yoshihide                                    |           | Thành viên Chúng Nghị viện, Đảng Dân chủ Tự do | Chủ tịch Đảng Dân chủ Tự do |
| Phó Thủ tướng Bộ trưởng Tài chính Bộ trưởng Bộ Dịch vụ Tài chính Bộ trưởng phụ trách khắc phục giảm phát | Aso Taro                                          |           | Thành viên Chúng Nghị viện, Đảng Dân chủ Tự do | Giữ lại                     |
| Bộ trưởng Nội vụ và Truyền thông | Takeda Ryōta                                      |           | Thành viên Chúng Nghị viện, Đảng Dân chủ Tự do | Đổi việc                    |
| Bộ trưởng Tư pháp | Kamikawa Yōkō                                     |           | Thành viên Chúng Nghị viện, Đảng Dân chủ Tự do | Tái bổ nhiệm                |
| Bộ trưởng Ngoại giao | Motegi Toshimitsu                                 |           | Thành viên Chúng Nghị viện, Đảng Dân chủ Tự do | Giữ lại                     |
| Bộ trưởng Giáo dục, Văn hóa, Thể thao, Khoa học và Công nghệ Bộ trưởng phụ trách tái thiết giáo dục | Hagiuda Kōichi                                    |           | Thành viên Chúng Nghị viện, Đảng Dân chủ Tự do | Giữ lại                     |
| Bộ trưởng Y tế, Lao động và Phúc lợi Bộ trưởng phụ trách cải cách phong cách làm việc | Tamura Norihisa                                   |           | Thành viên Chúng Nghị viện, Đảng Dân chủ Tự do | Tái bổ nhiệm                |
| Bộ trưởng Nông nghiệp, Lâm nghiệp và Thủy sản | Nogami Kōtarō                                     |           | Thành viên Tham Nghị viện, Đảng Dân chủ Tự do  | Lần đầu tiên giữ chức       |
| Bộ trưởng Kinh tế, Thương mại và Công nghệp Bộ trưởng phụ trách năng lực cạnh tranh công nghiệp Bộ trưởng Hợp tác Kinh tế với Nga Bộ trưởng phụ trách ứng phó với tác động kinh tế do tai nạn hạt nhân gây ra Bộ trưởng nhà nước về hỗ trợ bồi thường và giảm hoạt động Hạt nhân | Kajiyama Hiroshi                                  |           | Thành viên Chúng Nghị viện, Đảng Dân chủ Tự do | Giữ lại                     |
| Bộ trưởng Đất đai, Cơ sở hạ tầng, Giao thông và Du lịch Bộ trưởng phụ trách chính sách chu trình nước | Akaba Kazuyoshi                                   |           | Thành viên Chúng Nghị viện, Đảng Tân Komeito   | Giữ lại                     |
| Bộ trưởng Môi trường Bộ trưởng Bộ Chuẩn bị khẩn cấp hạt nhân | Koizumi Shinjirō                                  |           | Thành viên Tham Nghị viện, Đảng Dân chủ Tự do  | Giữ lại                     |
| Bộ trưởng Quốc phòng | Kishi Nobuo                                       |           | Thành viên Chúng Nghị viện, Đảng Dân chủ Tự do | Lần đầu tiên giữ chức       |
| Chánh Văn phòng Nội các Bộ trưởng phụ trách giảm thiểu tác động của Quân đội Hoa Kỳ tại Okinawa Bộ trưởng phụ trách vấn đề bắt cóc | Katō Katsunobu                                    |           | Thành viên Chúng Nghị viện, Đảng Dân chủ Tự do | Đổi việc                    |
| Bộ trưởng Tái thiết Bộ trưởng phụ trách điều phối chính sách toàn diện cho sự phục hồi từ vụ tai nạn hạt nhân tại Fukushima | Hirasawa Katsuei                                  |           | Thành viên Chúng Nghị viện, Đảng Dân chủ Tự do | Lần đầu tiên giữ chức       |
| Chủ tịch Ủy ban An toàn Công cộng Quốc gia Bộ trưởng phụ trách xây dựng khả năng phục hồi quốc gia Bộ trưởng phụ trách các vấn đề lãnh thổ Bộ trưởng Bộ quản lý thiên tai Bộ trưởng nhà nước về Chính sách Đại dương                                                             | Okonogi Hachirō (16.09.2020 - 25.06.2021)         |           | Thành viên Chúng Nghị viện, Đảng Dân chủ Tự do | Lần đầu tiên giữ chức       |
| Chủ tịch Ủy ban An toàn Công cộng Quốc gia Bộ trưởng phụ trách xây dựng khả năng phục hồi quốc gia Bộ trưởng phụ trách các vấn đề lãnh thổ Bộ trưởng Bộ quản lý thiên tai Bộ trưởng nhà nước về Chính sách Đại dương                                                             | Tanahashi Yasufumi (25.06.2021 - nay)             |           | Thành viên Chúng Nghị viện, Đảng Dân chủ Tự do | Lần đầu tiên giữ chức       |
| Bộ trưởng phụ trách cải cách hành chính Bộ trưởng phụ trách cải cách công vụ Bộ trưởng Ngoại giao Okinawa và các vấn đề lãnh thổ phía Bắc Bộ trưởng Bộ Cải cách Quy định của Nhà nước                                                                                            | Kōno Tarō                                         |           | Thành viên Chúng Nghị viện, Đảng Dân chủ Tự do | Đổi việc                    |
| Bộ trưởng Thúc đẩy Sự Tham gia Năng động của mọi Công dân Bộ trưởng phụ trách phục hồi khu vực Bộ trưởng nhà nước về các biện pháp giảm tỷ lệ sinh Bộ trưởng nhà nước về Tái sinh Khu vực Bộ trưởng Cô đơn                                                                       | Sakamoto Tetsushi                                 |           | Thành viên Chúng Nghị viện, Đảng Dân chủ Tự do | Đổi việc                    |
| Bộ trưởng Nhà nước về Chính sách Kinh tế và Tài khóa Bộ trưởng phụ trách phục hồi kinh tế Bộ trưởng phụ trách cải cách an sinh xã hội | Nishimura Yasutoshi                               |           | Thành viên Chúng Nghị viện, Đảng Dân chủ Tự do | Giữ lại                     |
| Bộ trưởng nhà nước về Hệ thống An sinh Xã hội và Số thuế Bộ trưởng phụ trách chuyển đổi kỹ thuật số Bộ trưởng phụ trách chính sách công nghệ thông tin | Hirai Takuya                                      |           | Thành viên Chúng Nghị viện, Đảng Dân chủ Tự do | Lần đầu tiên giữ chức       |
| Bộ trưởng Nhà nước cho Olympic Tokyo và Paralympic Games Bộ trưởng phụ trách Trao quyền cho Phụ nữ Bộ trưởng Bộ Bình đẳng Giới | Hashimoto Seiko (11.09.2020 - 18.02.2021) Từ chức |           | Thành viên Tham Nghị viện, Đảng Dân chủ Tự do  | Lần đầu tiên giữ chức       |
| Bộ trưởng Nhà nước cho Olympic Tokyo và Paralympic Games Bộ trưởng phụ trách Trao quyền cho Phụ nữ Bộ trưởng Bộ Bình đẳng Giới | Marukawa Tamayo (18.02.2021 - nay)                |           | Thành viên Tham Nghị viện, Đảng Dân chủ Tự do  | Lần đầu tiên giữ chức       |
| Bộ trưởng phụ trách Hội chợ triển lãm Thế giới Osaka Bộ trưởng Tiêu dùng và An toàn thực phẩm Bộ trưởng chiến lược "Cool Japan" Bộ trưởng Bộ Chiến lược Trí tuệ Bộ trưởng Bộ Chính sách Khoa học và Công nghệ Bộ trưởng Bộ Ngoại giao về Chính sách Không gian                   | Inoue Shinji                                      |           | Thành viên Chúng Nghị viện, Đảng Dân chủ Tự do | Lần đầu tiên giữ chức       |